# Cayo Levisa

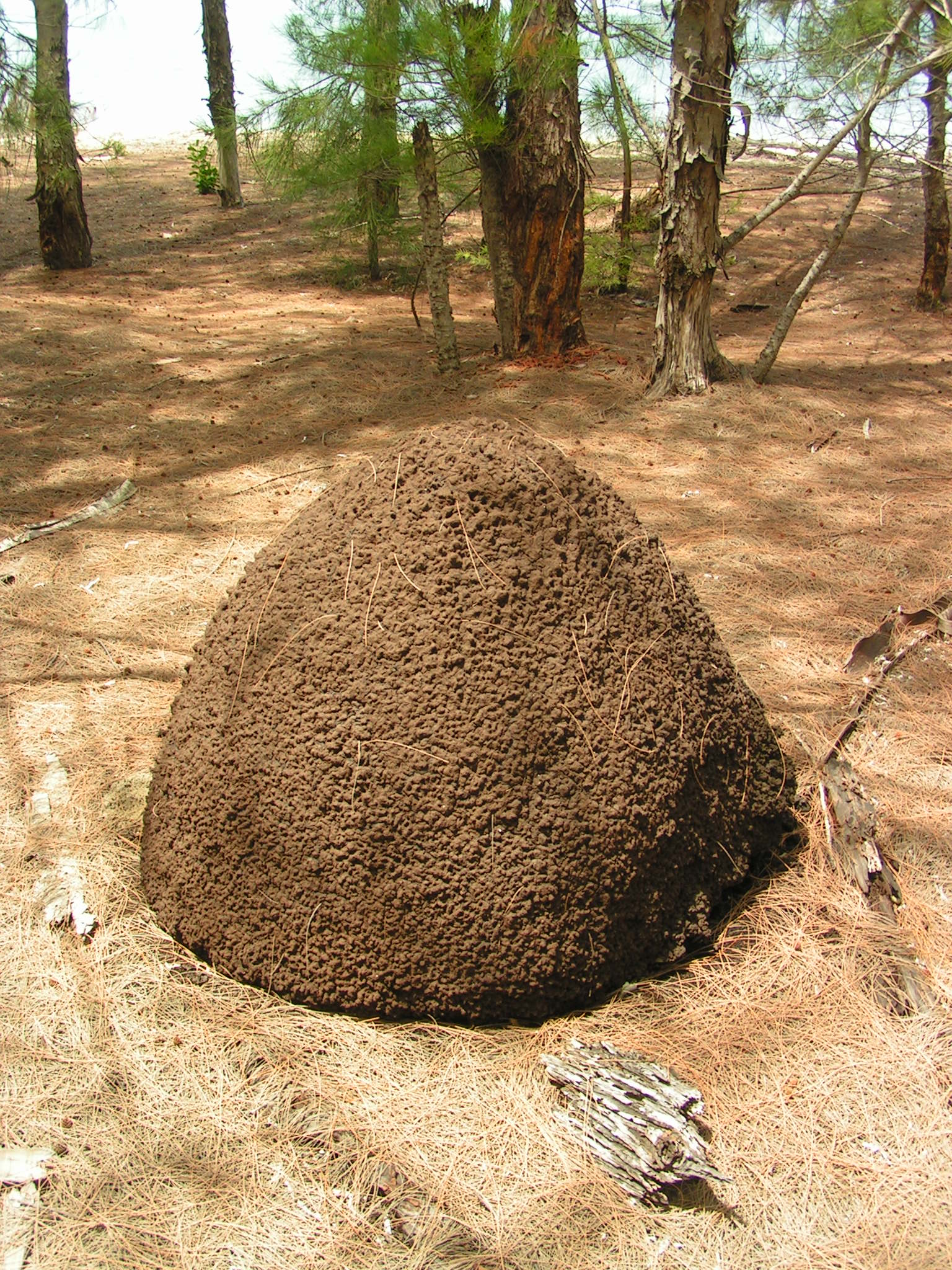
Termitenhügel auf Cayo Levisa

Die Insel Cayo Levisa liegt ca. 3 km vor der Nordküste Kubas im Golf von Mexiko in der Provinz Pinar del Río. Auf der Insel befindet sich nur das Hotel Cayo Levisa. Die Nordküste der Insel bildet der knapp 4 km lange feinkörnige weiße Sandstrand, hinter dem sich ein Streifen Kiefernwald entlangzieht. Die südliche Seite der Insel ist von einem unzugänglichen Mangrovenwald bedeckt. Cayo Levisa ist ein Refugium für Pelikane und andere Großvögel. Die Insel ist zweimal täglich mit einer ca. 30 Minuten dauernden Fährfahrt vom Festland aus erreichbar. Am Fähranleger befindet sich ein bewachter Parkplatz. Vom 130 Kilometer entfernten Havanna verkehrt täglich ein Shuttle-Bus zur Fährstation. Kubanischen Staatsangehörigen ist (unabhängig vom Wohnsitz innerhalb oder außerhalb Kubas) das Betreten der Fähre ohne eine Sondererlaubnis der Küstenwache verboten.

## Hotel
Das Hotel Cayo Levisa ist eine aus mehreren Strandbungalows bestehende Anlage der gehobenen Kategorie. Es wird von der Gesellschaft Horizontes betrieben. Hauptzielgruppe sind Taucher, welche die abwechslungsreichen Tauchspots der Umgebung erkunden. Neben dem Strand und dem Wassersport bietet das Hotel jedoch kaum Unterhaltungsangebote, so dass reine Badetouristen meist nur einige Nächte auf Cayo Levisa verbringen.
Tagesausflügler bezahlen 15 CUC für die Überfahrt und können den Strand der Insel nutzen.